# Čečetka tmavá
Čečetka tmavá (Acanthis flammea cabaret) je drobný pták, zřetelně menší než vrabec, z čeledi pěnkavovitých (Fringillidae). Jde o poddruh čečetky zimní (Acanthis flammea), někdy též uváděný jako samostatný druh (Acanthis cabaret).

## Systematika
Studie z r. 2021, na které se podílel i český ornitolog Tomáš Albrecht z Ústavu biologie obratlovců Akademie věd České republiky, ukázala celogenomovou analýzou, že tři tradiční druhy čečetek, tj. čečetka zimní (Carduelis flammea/Acanthis flammea), čečetka tmavá (Carduelis cabaret/Acanthis cabaret) a čečetka bělavá (Carduelis hornemanni/Acanthis hornemanni) jsou ve skutečnosti ekotypy jednoho druhu, za jejichž vzhled je odpovědný jediný supergen na chromozomu 1, který ovlivňuje vzhled jedinců do té míry, že odlišné formy byly dosud považovány za samostatné druhy.

## Popis
- Délka těla: 12,5–14 cm
- Délka křídla: 67–81 mm
- Hmotnost: 9–17,5 g

Zbarvení je velmi podobné čečetce zimní, ale celkové vyznění je tmavší (hnědší). Má černavě hnědé okraje per, hlavně svrchu a na hrdle. Rovněž její vábení se liší od čečetky zimní. Sameček má nápadně karmínově červenou přední část temene a zejména hruď. Pod malým, u kořene širším, zobákem je výrazná černá skvrna. Kostřec je načervenalý a jemně čárkovaný (na rozdíl od čečetky bělavé, která má kostřec bílý). Vršek těla a boky jsou podélně tmavěji proužkované, spodek těla je bělavý. Přes šedohnědá křídla se táhnou dva světlé křídelní pásky. Samička má červené pouze temeno, nikdy hruď. Mláďata nemají žádnou červenou barvu, chybí jim také černá skvrna v okolí zobáku. Jsou naspodu hustěji skvrnitá.

## Rozšíření
Alpy a Britské ostrovy, v posledních 50 letech se rozšířila na celém území mezi oběma oblastmi. Převážně stálý až potulný druh.

## Výskyt v Česku
V České republice hnízdí rozptýleně především v horských oblastech mimo východní část území; celková početnost je odhadována na 6–12 tisíc párů..

## Prostředí
Hnízdí především v řídkých březových a mladých jehličnatých lesích.

## Hnízdění

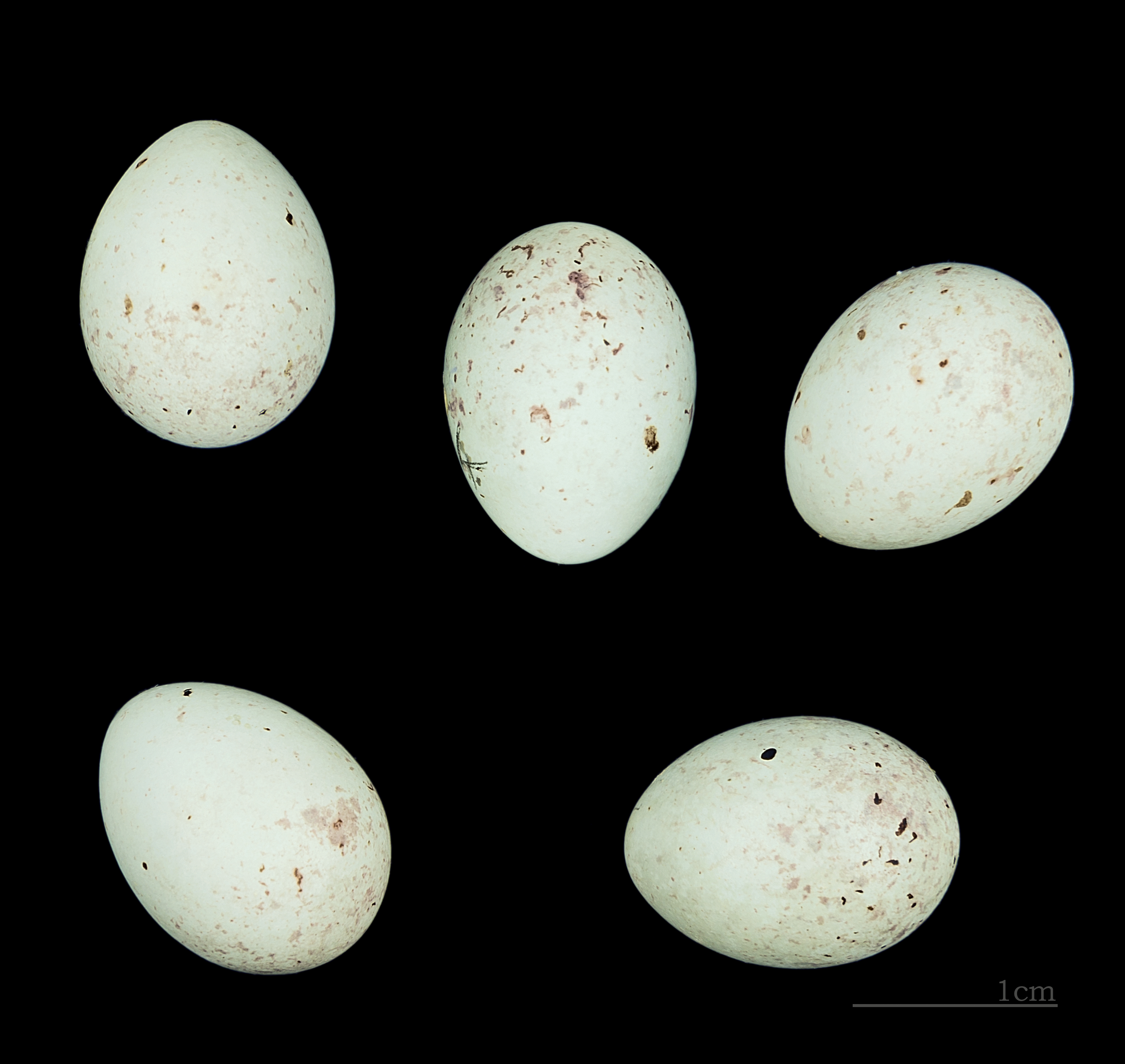
Carduelis flammea cabaret

Hnízdí od dubna do července, většinou 2× ročně. Často hnízdí více párů pohromadě (čečetky mají sklon vytvářet jakési „kolonie“). Hnízdo staví, stejně jako u většiny pěnkavovitých ptáků, samička. Bývá umístěno na jehličnanech, listnáčích i keřích, zpravidla nevysoko nad zemí. Je postaveno z jemných větviček, suché trávy, mechu i lišejníku. Hnízdní kotlinka má výstelku z chlupů a peří. Samička snáší 4–5 vajíček, na kterých sedí sama a sameček ji na hnízdě krmí.

## Potrava
Potrava je převážně rostlinná – semena olší, bříz, borovic a různých bylin, v době hnízdění nezralá semena a hmyz.

## Chov a kulturní význam
V dřívějších časech nebývala čečetka, na rozdíl od jiných pěnkavovitých, oblíbeným „klecním ptákem“. Zpěv není příliš libozvučný (zejména vedle stehlíka nebo konopky). V ČR jsou v zajetí chovány především čečetky zimní.